# レモンストラント派
レモンストラント派は、狭義では、ヤーコブ・アルミニウス（ハルメンセン）により唱えられ、その死後1610年に5箇条の反対意見書（Remonstrantie）にまとめられた信条を支持する神学者たちを指す。
その5箇条とは
1. 神は御子イエス・キリストを信じ、信仰に留まる者に救いの決定を適用したもう。
2. キリストはすべての人の救いのために死にたもうた。
3. 聖霊は真実に善なることをしようとしている者を助ける。
4. 神の救いの恵みは不可抗的ではない。
5. キリスト者が恵みから脱落することはあり得る。

というものである。これはカルヴァンの予定説を修正しゆがめる見解として攻撃され、ドルトレヒト会議で決定的に斥けられた。

## 広義のレモンストラント派
広義のレモンストラント派は、オランダにおける改革派教会の予定説に瓦解的な精神運動を指す。エラスムスによりヨーロッパに広まった、理性による聖書批判と宗教上の寛容を受け継ぎ、17世紀オランダの学者・文人に大きな基盤を持った伝統だった。「聖職者に対する世俗権力の優位」を認め、オランダの貴族層に支持された。
そう云う訳でレモンストラント派はエラストゥス主義とも近親主義である。エラストゥス主義によって教会をカトリック主義からも守ってもらおうと云うのであった。結果的にツヴィングリが行った剣を以ってでも改革を推し進めることと同様の結果に成って仕舞うのではあったが。ただエラストゥス主義自体ももともとはキリスト教の教会の外にある世俗権という概念であり、教会が中心に世俗権もの肉の剣を執る訳ではも無かった。そう云う意味では東方正教会の世俗権的頭の首長では無くして政治と宗教とは分離の西方教会の教皇制度の長老改革派に所属するカルビニスム修正主義でもあるのでもある。ドルト規準では堕罪前予定説までもは明言されて規定されてはもいないので堕罪前的には完全にアルミニウス主義を否定されてはいないものであるドイツ・チューリッヒ系の再洗礼派的な改革派自体が受け入れ容量があるものであるのであるが、改革派が強硬に予定説に固執するきらいがあるために、レモンストランスの信仰が目立って改革派の希望的観測的な見通しの下に水面下で工作をしていたが聖書の御言葉の信仰を背景にカルヴィンの聖書注釈の御言葉への信仰から予定説修正主義の証しをもするツヴィングリの最初の聖書の霊感のチューリッヒ系の再洗礼派的な信仰に近いものがあるものである。フランスの民間の長老派の復讐の鋭角の信仰告白ではも無いのでもある。
しかし、アルミニウスの教説が引き起こした論争が政治闘争へと発展し、神学論争は1618年ドルトレヒト会議で、政治闘争は1619年アルミニウス主義を支持したオランダ議会議長の政治家オルデンバルネフェルトが総督マウリッツに処刑されることで、それぞれ一応の決着がつけられる。レモンストラント派であるとみられたヒューゴー・グロティーウスは投獄され、追放された。
しかしこの派の影響力はその後復活し、ソッツィーニ派・デカルト・霊魂消滅説・イエズス会の中知神学や哲学が普及するのと同様に進み、オランダを思想的自由の避難場所・啓蒙思想の中心地とした。

## 関連記事
- 共働
- モリナ主義
- アルミニウス主義
- カトリシズム
- 教皇不可謬説
- ローマ教会
- ヤーコブス・アルミニウス
- ルイス・デ・モリナ
- イエズス会
- フィリップ・メランヒトン
- アナバプテスト

## 英語
- Remonstrant Church - オランダのレモンストラント教会。